# Magen Ša'ul
Magen Ša'ul (hebrejsky מָגֵן שָׁאוּל, anglicky Magen Shaul, v oficiálním seznamu sídel Magen Sha'ul) je vesnice typu mošav v Izraeli v bloku vesnic Ta'anach, v Severním distriktu, v Oblastní radě Gilboa.

## Geografie
Leží na jižním okraji zemědělsky intenzivně obdělávaného Jizre'elského údolí nadaleko od okraje pohoří Gilboa, v nadmořské výšce 86 metrů. Z masivu Gilboa sem stéká vádí Nachal Gilboa, jež míjí vesnici na východní a severní straně. Západně a severně od obce se rozkládá převážně rovinatá krajina Jizre'elského údolí.
Vesnice je situována 33 kilometrů jihozápadně od Galilejského jezera, 24 kilometrů západně od řeky Jordánu, cca 9 kilometrů jižně od města Afula, cca 70 kilometrů severovýchodně od centra Tel Avivu a cca 45 kilometrů jihovýchodně od centra Haify. Magen Ša'ul obývají Židé, přičemž osídlení v tomto regionu je ryze židovské. Výjimkou je vesnice Mukejbla, 1 kilometr jihozápadním směrem a Sandala cca 1 kilometr na východ, které obývají izraelští Arabové. Magen Ša'ul je situován na jižním okraji bloku plánovitě zřizovaných zemědělských vesnic Ta'anach neboli Chevel Ta'anach.
Mošav leží cca 1 kilometr severně od Zelené linie, která odděluje Izrael od okupovaného Západního břehu Jordánu. Od Západního břehu Jordánu byla ale tato oblast počátkem 21. století oddělena izraelskou bezpečnostní bariérou.
Magen Ša'ul je na dopravní síť napojen pomocí dálnice číslo 60.

## Dějiny
Magen Ša'ul byl založen v roce 1976 jako nová vesnice v rámci bloku Ta'anach určená pro mladou generaci obyvatel tohoto regionu.
Obyvatelé se zabývají zemědělstvím nebo dojíždějí za prací mimo obec. V obci funguje synagoga, mikve, obchod, poštovní úřad a sportovní areály. Obec nabízí soukromým uchazečům pozemky pro výstavbu rodinných domů (93 parcel).

## Demografie
Obyvatelstvo mošavu Magen Ša'ul je sekulární. Podle údajů z roku 2014 tvořili naprostou většinu obyvatel v Magen Ša'ul Židé – cca 400 osob (včetně statistické kategorie "ostatní", která zahrnuje nearabské obyvatele židovského původu ale bez formální příslušnosti k židovskému náboženství, cca 500 osob).
Jde o menší sídlo vesnického typu s dlouhodobě rostoucí populací. K 31. prosinci 2014 zde žilo 538 lidí. Během roku 2014 populace stoupla o 5,1 %.
| Rok            | 1983 | 1995 | 2001 | 2003 | 2004 | 2005 | 2006 | 2007 | 2008 | 2009 | 2010 | 2011 | 2012 | 2013 | 2014 |
| -------------- | ---- | ---- | ---- | ---- | ---- | ---- | ---- | ---- | ---- | ---- | ---- | ---- | ---- | ---- | ---- |
| Počet obyvatel | 217  | 321  | 248  | 244  | 249  | 265  | 268  | 274  | 308  | 296  | 330  | 397  | 469  | 512  | 538  |